# Dendrobium gibsonii
Dendrobium gibsonii Paxton, 1838 è una pianta della famiglia delle Orchidacee.

## Descrizione
D. gibsonii è un'orchidea di grande taglia, epifita o litofita che cresce su pareti rocciose coperte di muschio. Ha fusti talvolta penduli, spessi alla base, che si assottigliano verso l'apice e portano da 6 a 10 foglie da ovate a lanceolate. La fioritura avviene in primavera - estate, con infiorescenze aggettanti dalle parti rimaste spoglie della pianta. Queste infiorescenze sono flessuose e pendule, lunghe fino a 20 centimetri e portano da 6 a 15 fiori grandi dai 3 ai 5 centimetri.

## Distribuzione e habitat
D. gibsonii è un'orchidea originaria di Nepal, Bhutan, Myanmar, Thailandia, Cina e Vietnam, dove cresce epifita o litofita dai 600 ai 1600 metri di quota.